# Hôtel particulier Lebedinski
L'hôtel particulier Lebedinski (yсадьба Лебединской) est un petit ensemble architectural du patrimoine protégé de Nijni Novgorod en Russie. La maison de maîtres a été construite en 1837-1838 selon les plans d'Anton Leer, l'un des architectes des locaux de la foire de Nijni Novgorod.
L'ensemble consiste en deux bâtiments : la maison de maîtres (11 rue Minine) et l'aile annexe  (11a rue Minine). Ce sont des objets du patrimoine culturel d'importance régionale. 

## Histoire

### Maison de maîtres
Le terrain au croisement de la rue Joukovski (aujourd'hui rue Minine) et de la future rue de l'Hôpital appartenait en 1836 à Olympiade Ivanovna Lebedinskaïa (épouse d'un prêtre orthodoxe) qui décida de faire construire une maison de pierre à un étage avec mezzanine au deuxième étage selon les plans d'Anton Leer. Le projet final a conservé le madrier de bois rustique du rez-de-chaussée avec la mise en valeur des clés de voûte au-dessus des ouvertures, les fenêtres du premier étage sont ornées de frontons triangulaires identiques, la mezzanine est coupée de la base par une corniche avec une ceinture de motifs décoratifs.
Le projet fut confirmé par Saint-Pétersbourg le 22 mai 1837 et la construction put commencer et fut terminée à la fin de l'année 1838. C'est aujourd'hui un témoin important de l'architecture nijégorodienne des années 1830.

### Annexe
L'aile annexe à gauche de l'hôtel particulier servait de bâtiment de service et d'appartements en location. C'est un édifice de pierre en forme de Г agrandi d'un étage au milieu du XIXe siècle. L'étage est réaménagé à l'époque soviétique. Le tout représente un style néoclassique russe aux formes simples.